# Bogyiszló, Tolna
Bogyiszló  este un sat în districtul Tolna, județul Tolna, Ungaria, având o populație de 2.283 de locuitori (2011). 

## Demografie
Componența etnică a satului Bogyiszló
     Maghiari (83,73%)
     Romi (15,36%)
     Necunoscut (0,5%)
     Germani (0,42%)
     Alții (0,5%)
Componența confesională a satului Bogyiszló
     Reformați (35,48%)
     Fără religie (8,1%)
     Necunoscută (55,85%)
     Alte religii (1,66%)
Conform recensământului din 2011, satul Bogyiszló avea 2.283 de locuitori. Din punct de vedere etnic, majoritatea locuitorilor (83,73%) erau maghiari, cu o minoritate de romi (15,36%). Apartenența etnică nu este cunoscută în cazul a 0,5% din locuitori. Nu există o religie majoritară, locuitorii fiind reformați (35,48%) și persoane fără religie (8,1%). Pentru 55,85% din locuitori nu este cunoscută apartenența confesională.